# Christmas Eve (Canción de Tatsuro Yamashita)
«Christmas Eve» (del japonés: クリスマス・イブ ‘kurisumasu ibu’) es el nombre con el que se conoce al sencillo de Tatsuro Yamashita. Fue liberado por primera vez en su álbum de nombre Melodies, el 14 de diciembre de 1983.

## Biografía
Tras ser puesto en libertad, este se encontraba en la posición 44, sin embargo, poco tiempo después el tema obtuvo el primer lugar en la lista de singles oricon. A partir de 1988, se comenzó a utilizar para ambientar los comerciales de la empresa de ferrocarriles Central Japan Railway Company conocida como "JR Tokai", estos clips son también conocidos como "Japan Express", "Christmas Express/ X'mas Express" o abreviados como "CM" (Commercial message).

## Significado de la letra.
La letra plasma los pensamientos de un chico que concierta un encuentro con la chica por la que se siente atraído. Durante el encuentro tiene planeado declararse a esta, a su vez este ya se sitúa en el lugar de los hechos, es una noche lluviosa durante la Víspera de Navidad, se encuentra esperando. Sin embargo, el tiempo pasa y ella no aparece, acto seguido comienza a plasmar frases tanto positivas como negativas entre las que destacan «"la lluvia se convertirá en nieve a mitad de la noche en esta Noche de Paz, Noche santa"». poniendo como referencia a que la Nochebuena dará comienzo a un nuevo amor en su punto culminante y poniendo como límite la entrada de la Navidad.
La letra está diseñada de tal forma que el espectador sea quien concluya el final, creando un efecto de subjetividad. Puesto que no se sabe si la chica aparece o no en el lugar de encuentro.

## Comerciales
En el periodo 1988-1992 se liberaron los primeros comerciales de la empresa de ferrocarriles "JR Tokai". Fueron interpretados por las siguientes modelos y actrices.
- Eri Fukatsu (1988)
- Riho Makise (1989)
- Rina Takahashi (1990)
- Miho Mizobuchi (1991)
- Takami Yoshimoto (1992)
- Mari Hoshino (2000)

Aunque estos están basados en la letra contienen circunstancias diferentes.
Lo siguiente es un listado de ello.
- 1- En todos los comerciales el papel es inverso, es una chica quien concierta un encuentro con un chico.

- 2- La circunstancia de la cita. Puede apreciarse que las chicas ya mantienen una relación de pareja,  previa al encuentro.

- 3- Se confirma un final positivo.

## Años posteriores
En 1989 el tema volvió a obtener el puesto número 1 en la lista de singles oricon. En 1991 Yamashita realizó una versión en inglés, la letra fue adaptada por el músico Alan O'Day.
En año 2003 le fue otorgado un premio especial, debido al estandarte navideño que ha generado en el pueblo japonés, algo que no ocurría desde el White Day en 1965 y posteriormente en 1983 tras el lanzamiento de este sencillo.

## PV/MV
Con el lanzamiento del tema posteriormente se liberó su PV en 1983, este fue filmado en los Estados Unidos. 
Posteriormente en 2013 para celebrar su 30 aniversario fue lanzado un segundo MV. Con la actuación de Suzu Hirose. Además, en esta edición reaparece la actriz Riho Makise quien fue intérprete en el segundo CM del single en 1989.
En 2014 se liberó un tercer PV. Contiene en su totalidad escenas de la película Miracle: Devil Claus' Love and Magic, misma que esta semi-basada en esta canción.

## Legado
Durante una entrevista realiza al músico Eiichi Otaki,  este alabó el tema mencionando: «Christmas Eve es una de esas obras maestras que solo se ven cada 100 años y se cantan por el mismo lapso de tiempo», concluyó.

## Letra y composición
- Letra: Tatsuro Yamashita
- Música: Tatsuro Yamashita/Alan O'Day (Versión en inglés)

### Interpretación
- Tatsuro Yamashita

### Interpretación por otros músicos japoneses
- KICK THE CAN CREW / Christmas Eve Rap
- Shela
- CHEMISTRY

### Interpretación por otros músicos
- All 4 One
- Eric Martin

### Versión instrumental
- SHAKATAK
- Jingle Cats
- 12 Girls Band
- Mika Uematsu

### Canciones
- 1-Christmas Eve
- 2-White Christmas
- 3-Christmas Eve (Versión en inglés)
- 4-Christmas Eve (Karaoke Ver.)

### Comerciales
- 1-JR Tokai, Home Town Express (1988)
- 2- JR Tokai, Christmas Express (1989 - 1992)
- 3- TBC, (1993 - 2004)
- 4- JR Tokai, Christmas Express (2000)
- 5- Suzuki Chevrolet-MW (Versión en inglés / 2007)
- 6- Suzuki Hen Warm Heart MW Chevrole present (2008)
- 7- DENA X'mas with Mobage (2011)